# John Dutton Frost
El Major General John Dutton (Johnny) Frost CB DSO & Barra MC (31 de desembre de 1912 – 21 de maig de 1993) va ser un oficial de les forces aerotransportades britàniques, principalment conegut per ser el cap del petit grup de paracaigudistes que van arribar al pont d'Arnhem durant l'operació Market Garden. Va ser un dels primers a unir-se al recent format Regiment Paracaigudista, servint amb distinció en diverses operacions aerotransportades durant la guerra, fins que va quedar ferit i va ser fet presoner a Arnhem. La seva carrera militar continuà fins que es retirà el 1968.

## Biografia
John Frost s'allistà a l'exèrcit britànic l'1 de setembre de 1932, en graduar-se a la Reial Acadèmia Militar de Sandhurst, rebent la comissió de tinent de segona a The Cameronians (Fusellers escocesos). Entre 1938 i 1941 va estar destinat amb els Iraq Levies com a capità. El 1941 s'uní al Regiment Paracaigudista.

### Servei durant la Segona Guerra Mundial
Operació Biting
Frost es distingí durant l'operació Biting, un atac destinat a desmantellar el radar Würzburg a Bruneval. L'atac va ser la segona vegada per a la que s'emprava el Regiment Paracaigudista. La Companyia C, llavors a les ordres del major Frost, va rebre l'encàrrec i, el 27 de febrer de 1942, 120 homes saltaren, fent front a una dura oposició però acomplint la missió, sostraient els components del radar i capturant un expert alemany en radars. L'operació se saldà amb 3 homes morts i 7 malferits. El Primer Ministre Winston Churchill aplaudí l'operació i garantí més operacions pels paracaigudistes. Frost va ser condecorat amb la Creu Militar.
Operació Torxa
Durant els desembarcaments aliats al nord d'Àfrica, les unitats aerotransportades britàniques aterraren a Tunísia. El llavors tinent coronel Frost, ara al comandament del 2n Batalló, havia d'ocupar els aeròdroms enemics prop de Depienne, a uns 40 km al sud de Tunis. Els aeroports havien estat abandonats, i la columna cuirassada amb la que s'havien de reunir a Oudna mai no arribà, deixant a Frost uns 70 km per darrere de les línies enemigues. Enormement superats en nombre i atacats contínuament, aconseguiren arribar fins a les línies aliades, perdent 16 oficials i 250 homes. El batalló continuà lluitant amb el Primer Exèrcit fins a Tunis.
Pont Primosole
El 1943, el batalló de Frost, conjuntament amb la 1a Brigada Paracaigudista aterrà a Sicília durant l'operació Husky amb ordres de capturar un pont anomenat Pone di Primosole. La brigada va quedar molt dispersa i els 295 oficials i homes que arribaren al pont es trobaren davant del 4t Regiment Paracaigudista alemany, perdent el pont fins a l'arribada d'altres unitats del Vuitè Exèrcit.
La darrera acció de Frost en aquest teatre va ser a Itàlia, quan tota la divisió desembarcà a Tarent per mar.
Arnhem
Frost és principalment conegut per la seva participació en la batalla d'Arnhem durant l'operació Horta. Durant la batalla, Frost va ser la punta de llança de l'assalt de la 1a Divisió sobre el pont d'Arnhem, havent-lo de mantenir fins que la resta de la divisió aconseguís arribar-hi. Si tot hagués anat bé haurien estat uns 9.000 homes defensant el pont d'Arnhem durant els dos dies que se suposava que el XXX Cos trigaria a arribar fins a la seva posició.
El 17 de setembre de 1944, com a comandant del 2n Batalló Paracaigudista, Frost encapçalà un grup de 745 homes lleugerament armats que aterraren prop d'Oosterbeek i marxaren fins a Arnhem. El batalló arribà al pont, capturant l'extrem nord, però Frost es trobà envolutat pel II. SS-Panzerkorps, aïllant-lo de la resta de la divisió. Frost comandà el batalló durant els 4 dies de batalla, en la que els alemanys van fer servir foc d'artilleria contra les posicions paracaigudistes, i enviaren tancs i infanteria a alguns dels combats més ferotges del front occidental. Els alemanys es van quedar sobtats quan els paracaigudistes es negaren a rendir-se i continuaren amb els atacs. Després d'una breu treva el tercer dia, quan 250 ferits van ser retirats, la batalla continuà fins que els paracaigudistes es quedaren sense municions. Per llavors només quedava un centenar de paracaigudistes.
Com a resultes d'aquesta acció, durant la qual Frost quedà ferit per metralla al peu, Frost esdevingué una figura llegendària a l'Exèrcit Britànic i, especialment, entre els paracaigudistes.
En acció, Frost era un líder dur, el cap clar del qual guanyava el respecte de tots els paracaigudistes del batalló. Mai no barrejava les seves paraules i semblava injectar confiança en tots, encara que no t'agradés el que deia. L'hauríem segui allà on fos., va dir un paracaigudistes.
Després de la seva captura, Frost va quedar com a presoner de guerra a Spangenberg i després a un hospital a Obermassfeldt. Va ser alliberat quan la zona va ser conquerida per les tropes estatunidenques al març de 1945. Va rebre una Barra a la seva Orde dels Serveis Distingits el 20 de setembre de 1945 pel seu lideratge a Arnhem.

### Després de la guerra
Frost continuà a l'exèrcit després de la guerra. L'11 d'octubre de 1961 va ser promogut a major general i nomenat comandant de la 52a Divisió d'Infanteria (Lowland). Es retirà el 1968, amb rang de major general i després d'haver ingressat a l'orde del Bany el 1964 i de ser fet Gran Oficial del Sobirà Orde Militar de Malta.
El 1982, Frost va ser nomenat Deputy Lieutenant al Comtat de West Sussex
El 6 d'abril de 1977 va ser objecte del programa "This is your Life".
John Frost va morir el 21 de maig de 1993, als 80 anys, i està enterrat al cementiri de Milland, a West Sussex.

## En la cultura popular

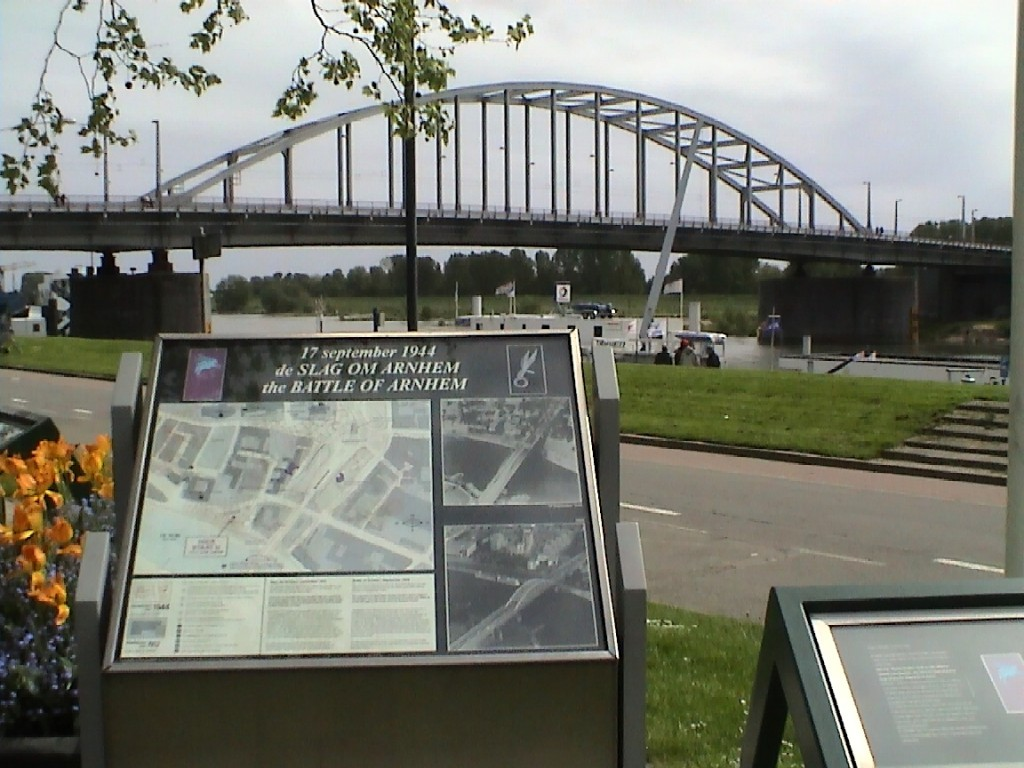
El Pont "John Frost" vist des del memorial

El 1978 el pont sobre el Rin a Arhnem va ser batejat "Pont John Frost" en honor seu, tot i que es negà a acceptar-ho durant molt de temps.
El seu paper a la batalla va ser narrat al bestseller de Cornelius Ryan Un pont massa llunyà. El mateix Frost va publicar la seva autobiografia, A Drop Too Many, basada en les seves experiències durant la guerra, publicada el 1980. El 1991 publicà la seva segona autobiografia, Nearly There.
Frost actuà com a conseller militar a la pel·lícula Un pont massa llunyà, de Richard Attenborough; en la que Frost era interpretat per Anthony Hopkins.

## Altres obres
- 1980: A Drop Too Many - autobiografia (part 1)
- 1983: 2 PARA Falklands: The Battalion At War
- 1991: Nearly There - autobiografia (part 2)

## Dates de promoció
- Tinent de 2a - 01/09/1932
- Tinent - 01/09/1935
- Capità - 01/09/1940
- Major - 01/07/1946 (en funcions: 17/12/1941-16/03/1942, 17/03/1942-19/02/1943)
- Tinent Coronel - 27/05/1955 (en funcions: 20/11/1942-19/02/1943, 20/02/1943-15/02/1948, 24/02/1952-07/04/1955, 23/12/1949-31/12/1951, 18/02/1952-23/02/1952)
- Coronel - 28/05/1956 (en funcions: 27/06/1955-27/05/1956)
- Brigadier - 28/05/1960 (en funcions: 27/03/1958-27/05/1960)
- Major General - 11/10/1961, antiguitat 10/02/1961

## Condecoracions
- Company del Molt Honorable Orde del Bany – 1/1/1964
- Orde del Servei Distingit amb Barra (11/2/43 – Nord d'Àfrica; 20/9/45 – Arnhem)
- Creu Militar (11/2/43 – Nord d'Àfrica; 15/5/42 – Atac de Bruneval)
- Estrella de 1939-45
- Estrella d'Àfrica
- Estrella d'Itàlia
- Estrella de França i Alemanya
- Medalla de la Guerra 1939-1945
- Gran Oficial del Sobirà Orde Militar de Malta